# Alain Poher
Alain Poher (Ablon-sur-Seine, Val-de-Marne; 17 de abril de 1909-París, 9 de diciembre de 1996) fue un político francés miembro del Movimiento Republicano Popular. Presidió el Senado de Francia (1968-1992) y, en dicha condición, fue dos veces Presidente Interino de la República Francesa, en 1969 y en 1974.

## Primeros pasos en política
En política, recibió la influencia del personalismo de Emmanuel Mounier. En 1938, entró en el Ministerio de Finanzas. Durante la guerra, entra en contacto con la red Liberación-Norte. Tras la liberación, permanece en su ministerio, a pesar de haber presidido el comité de depuración.
Jefe de los servicios sociales del ministerio tras la Liberación, se une a Robert Schuman de quien pasa a ser director de gabinete. Entre 1948 y 1952, es comisario general en los asuntos alemanes y austriacos; también presidirá la Autoridad internacional de la Cuenca del Ruhr.

## Casi medio siglo en el Senado

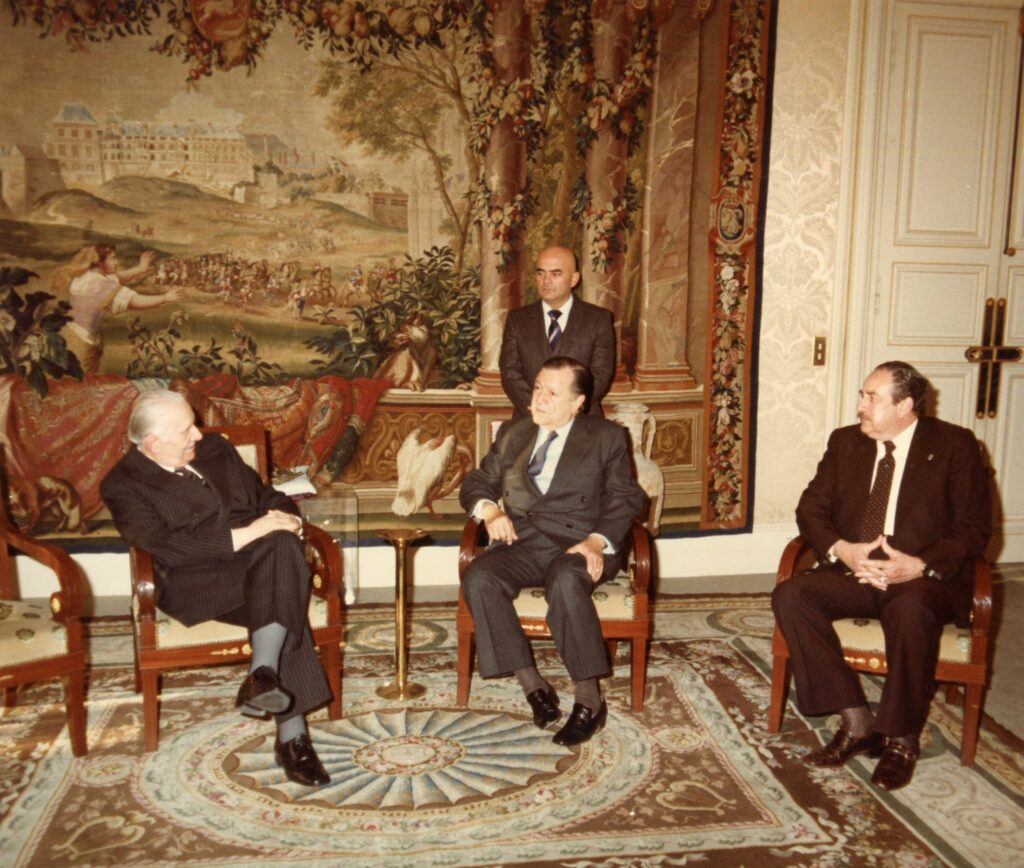
Poher en su despacho de la presidencia del Senado durante la visita del presidente de la Unión Interparlamentaria Mundial, Rafael Caldera, 1981.

Es elegido para el Consejo de la República (nombre del Senado durante la Cuarta República) en 1946 y más tarde reelegido ininterrumpidamente, salvo en el periodo 1948-52, hasta 1995 como miembro del grupo de MRP o de Unión Centrista. Fue presidente del grupo de MRP en la cámara alta. Fue Secretario de Estado de Presupuestos en los gabinetes de Robert Schuman y Henri Queuille del 5 de septiembre al 5 de noviembre de 1948, más tarde Secretario de Estado de Marina del 11 de noviembre de 1957 al 14 de mayo de 1958 en el gabinete de Félix Gaillard. Será testigo de excepción del final de la Cuarta República

## Presidente interino y candidato alElíseo
Presidió el Senado del 3 de octubre de 1968 al 1 de octubre de 1992. Además, fue Presidente de la República de manera interina en dos ocasiones. La primera del 28 de abril al 19 de junio de 1969 tras la dimisión de Charles de Gaulle.
Fue candidato a las elecciones presidenciales de 1969 contra Georges Pompidou, quien le venció en la segunda vuelta. Poher consiguió 5 268 613 (23,3 %) de sufragios en la primera vuelta y 7 943 118 (41,8 %) en la segunda. Fue apoyado por la derecha no gaullista y por los socialistas. Los comunistas, que en la primera vuelta habían presentado a Jacques Duclos deciden no recomendar a ningún candidato, al considerar ambos iguales.
Ocupará Poher la presidencia interina de la nación una segunda vez del 2 de abril al 24 de mayo de 1974 tras la muerte de Georges Pompidou y antes de la elección de Valéry Giscard d'Estaing.

## Centrista y europeísta
A lo largo de toda su vida, Alain Poher fue un europeísta convencido. Intentó convencer a De Gaulle para que renunciara al referéndum sobre la reforma del Senado en 1969.
Aprovechó su segunda presidencia interina para, recordando a su mentor Robert Schuman preparar los instrumentos de ratificación de la Convención Europea de los derechos Humanos. Esta Convención, que Francia había firmado en 1950, nunca había sido ratificada por el poder gaullista. Vigiló la legalidad de todas las operaciones electorales de 1974 en la Francia de ultramar, que podía desempeñar un papel decisivo para decantar la presidencia a favor de Giscard o de Mitterrand. Presidirá las ceremonias conmemorativas del centenario del Senado en 1975. Con el acceso al poder del Partido Socialista en 1981 rechaza en 1984 la revisión constitucional sobre libertades propuesta por Laurent Fabius.